# District de Challans
Le district de Challans est une ancienne division territoriale française du département de la Vendée de 1790 à 1795.
Il était composé des cantons de Challans, Apremont, Beauvoir, Bouin, la Garnache, Noirmoutiers, Palluau, Saint Gilles et Saint Jean de Monts.